# Кобець Костянтин Іванович
Костянтин Іванович Кобець (нар. 16 липня 1939, Київ — 30 грудня 2012, Москва) — генерал армії, голова Державного комітету РРФСР з оборони і безпеки (1991), заступник міністра оборони РФ (1993—1997).

## Біографічні відомості
Костянтин Кобець народився 16 липня 1939 року в Києві.
Закінчив Київське військове училище зв'язку в 1959 році, Військову академію зв'язку в 1967 році, Військову академію Генерального штабу Збройних сил СРСР у 1978 році.
На військовій службі з 1956 року. У 1959—1974 роках Костянтин Кобець служив командиром взводу, заступником командира роти, командиром батальйону зв'язку, начальником штабу і командиром полку зв'язку.
З 1974 року — начальник військ зв'язку армії. У 1982—1986 роках служив начальником військ зв'язку Далекосхідного військового округу.
У 1986 році Костянтин Кобець став першим заступником начальника військ зв'язку Збройних сил СРСР.
У 1990 обраний народним депутатом РРФСР.
З 1987 року по 1991 рік був начальником зв'язку Збройних сил СРСР — заступником начальника Генерального штабу.
У вересні 1992 року став головним військовим інспектором Збройних сил РФ.
З червня 1993 року по травень 1997 року Кобець обіймав посаду військового інспектора РФ — заступника міністра оборони.

## Військово-політична діяльність
Оборонне відомство з'явилося в структурі влади РРФСР відповідно до закону «Про республіканські міністерства і державні комітети РРФСР» від 14 липня 1990 року. Відомство називалося Державний комітет РРФСР з громадської безпеки та взаємодії з Міністерством оборони СРСР і КДБ СРСР.
Після співучасті радянських військ в спробі перевороту в Вільнюсі 13 січня 1991 Голова Верховної Ради РРФСР Борис Єльцин заявив, хоча і в питальній формі, що Росії може доведеться створювати власну армію (або національну гвардію). 31 січня 1991 Державний комітет РРФСР з громадської безпеки та взаємодії з Міністерством оборони СРСР і КДБ СРСР був перетворений в Держкомітет РРФСР з оборони і безпеки, його очолив Костянтин Кобець. 5 травня 1991 цей Держкомітет був розділений на Держкомітет РРФСР у справах оборони і КДБ СРСР. При формуванні нового Уряду 30 липня 1991 Державний комітет РРФСР у справах оборони перейменований в Державний комітет РРФСР з оборонних питань.
Посада Міністра оборони вперше була введена в РРФСР 20 серпня 1991 тимчасово до відновлення в повному обсязі діяльності конституційних органів державної влади і управління. Міністром оборони РРФСР в той же день призначено генерал-полковник Костянтин Іванович Кобець, оскільки він став найбільш високопоставленим воєначальником, котрий з першого дня подій серпневого путчу стояв на боці Бориса Єльцина. 24 серпня 1991 йому присвоєно військове звання генерал армії. Вже 9 вересня 1991 посада Міністра оборони РРФСР була скасована.
10 вересня 1991 призначений Державним радником РРФСР з оборони і членом державної Ради РРФСР. З вересня по грудень 1991 року одночасно Голова Комітету з підготовки та проведення воєнної реформи при Державній Раді СРСР. 25 березня 1992 звільнений з посади Державного радника і направлений в розпорядження Головнокомандувача ОЗС СНД маршала авіації Євгена Шапошникова.
4 квітня 1992 розпорядженням Президента Росії № 158-рп створена Державна комісія зі створення Міністерства оборони, армії і флоту Росії. Головою комісії призначений радник Президента Дмитро Волкогонов, заступниками — Павло Грачов, А. А. Кокошин, К. І. Кобець і Ю. В. Скоков.
З вересня 1992 — Головний військовий інспектор Збройних Сил Російської Федерації; одночасно з червня 1993 заступник, а з січня 1995 статс-секретар — заступник Міністра оборони Російської Федерації.
У травні 1997 генерал армії Кобець був знятий з посади, звільнений зі Збройних Сил та заарештований за звинуваченням в отриманні хабаря і незаконному зберіганні зброї. Перед арештом генерала часто називали одним з найімовірніших кандидатів на посаду Міністра оборони РФ. З іншого боку, його ім'я постійно було в центрі різних корупційних скандалів. Комуністи і націоналісти його сильно не любили за прихильність курсу президента Єльцина: у серпні 1991 року Кобець керував обороною «Білого дому», а в жовтні 1993 року, навпаки, придушував «заворушення в Москві». У 1998 Кобець визнав свою провину і був звільнений з-під варти під підписку про невиїзд. У 2000 його справу припинено за амністією, після чого Кобець заявив про недійсність зробленого ним раніше визнання своєї провини.
Костянтин Кобець — генерал армії (1991), був нагороджений орденами Червоної Зірки та Червоного Прапора, «За службу Батьківщині в ЗС СРСР» III ступеня, Жовтневої революції, «За особисту мужність», «За військові заслуги», численними медалями.
30 грудня 2012 Костянтин Кобець помер у Москві, похований на Троєкурівському цвинтарі.